# Be.angeled
be.angeled [bi: ˈeɪnʤəld] ist ein deutscher Spielfilm von Roman Kuhn aus dem Jahr 2001.

## Handlung
Der Film spielt sich hauptsächlich auf der Love Parade 2000 ab. Der Episodenfilm erzählt die Erlebnisse mehrerer Menschen vor, während und nach der Love Parade in Berlin: Eine schwangere Frau möchte die Veranstaltung besuchen und trifft dabei auf einen Engel. Groupies wollen unbedingt das Hotelzimmer von DJ Mark Spoon betreten, und Engländer verfehlen konsequent Berlin.

## Kritiken
Laut Lexikon des internationalen Films handelt es sich um „eine heterogene, in sich nicht geschlossene Mischung aus fantastischen Elementen, wehleidiger Nabelschau und trister Alltagswirklichkeit, deren Haltung zum soziokulturellen Phänomen der Love Parade nie so ganz deutlich wird.“

„Weil der umtriebige Produzent, Regisseur und Inhaber diverser Entertainment-Firmen aber auch noch wegen einer demnächst anstehenden Ausstrahlung auf MTV jede Menge Musik unterbringen und zur besseren internationalen Vermarktung in drei Sprachen (neben Deutsch und Englisch auch ein paar Brocken Französisch) drehte, gerät be.angeled ob der Fülle des Dargebotenen aus den Fugen. Lediglich die Darsteller – allesamt aus der zweiten Reihe – halten sich an das Motto ‚weniger ist mehr‘, aber genau von diesen hätte man sich dann doch mehr schauspielerisches Talent, mehr Emotionen, mehr Glaubwürdigkeit erhofft.“

„Werbefilmer Roman Kuhn betreibt Antiwerbung für die Love Parade. Wer den langweiligen Film sieht, zieht bestimmt nicht 2002 durch den Tiergarten. Fazit: be.müht, aber dabei völlig be.scheuert“

## Sonstiges
Im Musikvideo des Songs „Be.Angeled“ von Jam & Spoon feat. Rea waren Ausschnitte aus dem Film zu sehen.
Roman Kuhn war bereits in einem Werbespot von C&A zu sehen.